# Le Voleur de foudre (comédie musicale)
 (mars 2023).
La mise en forme du texte ne suit pas les recommandations de Wikipédia : il faut le « wikifier ».
Les points d'amélioration suivants sont les cas les plus fréquents. Le détail des points à revoir est peut-être précisé sur la page de discussion.
- Les titres sont pré-formatés par le logiciel. Ils ne sont ni en capitales, ni en gras.
- Le texte ne doit pas être écrit en capitales (les noms de famille non plus), ni en gras, ni en italique, ni en « petit »…
- Le gras n'est utilisé que pour surligner le titre de l'article dans l'introduction, une seule fois.
- L'italique est rarement utilisé : mots en langue étrangère, titres d'œuvres, noms de bateaux, etc.
- Les citations ne sont pas en italique mais en corps de texte normal. Elles sont entourées par des guillemets français : « et ».
- Les listes à puces sont à éviter, des paragraphes rédigés étant largement préférés. Les tableaux sont à réserver à la présentation de données structurées (résultats, etc.).
- Les appels de note de bas de page (petits chiffres en exposant, introduits par l'outil «  Source ») sont à placer entre la fin de phrase et le point final[comme ça].
- Les liens internes (vers d'autres articles de Wikipédia) sont à choisir avec parcimonie. Créez des liens vers des articles approfondissant le sujet. Les termes génériques sans rapport avec le sujet sont à éviter, ainsi que les répétitions de liens vers un même terme.
- Les liens externes sont à placer uniquement dans une section « Liens externes », à la fin de l'article. Ces liens sont à choisir avec parcimonie suivant les règles définies. Si un lien sert de source à l'article, son insertion dans le texte est à faire par les notes de bas de page.
- La présentation des références doit suivre les conventions bibliographiques. Il est recommandé d'utiliser les modèles {{Ouvrage}}, {{Chapitre}}, {{Article}}, {{Lien web}} et/ou {{Bibliographie}}. Le mode d'édition visuel peut mettre en forme automatiquement les références.
- Insérer une infobox (cadre d'informations à droite) n'est pas obligatoire pour parachever la mise en page.

Pour une aide détaillée, merci de consulter Aide:Wikification.
Si vous pensez que ces points ont été résolus, vous pouvez retirer ce bandeau et améliorer la mise en forme d'un autre article.
Pour l’article homonyme, voir Le Voleur de foudre.
Le Voleur de foudre (The Lightning Thief) est une comédie musicale dont la musique et les paroles sont écrites par Rob Rokicki et un livret écrit de Joe Tracz, basé sur le roman du même nom de Rick Riordan (2005). La comédie musicale suit Percy Jackson, un garçon de 12 ans qui vient de découvrir qu'il est un demi-dieu et se lance dans une quête pour retrouver l'éclair volé de Zeus et empêcher une guerre entre les dieux grecs.

## Historique
La comédie musicale a été initialement présentée à New York City Off-Broadway au théâtre Lucille Lortel en 2014 sous la forme d'une comédie musicale d'une heure, et a fait une tournée nationale. Une nouvelle version, avec des chansons différentes et un scénario mis à jour et élargi a été produite avec des avant-premières à partir du 23 mars 2017, une ouverture officielle le 4 avril et une dernière représentation le 6 mai au Théâtre Lucille Lortel. Cette production avait un nouveau casting, à l'exception de Kristin Stokes, restée dans le rôle d'Annabeth Chase. Le spectacle a démarré une tournée nationale à Chicago en 2019.[réf. nécessaire]
Le Voleur de foudre a ensuite démarré une production limitée à 16 semaines à Broadway, commençant les avant-premières le 20 septembre et ouvert le 16 octobre au Longacre Theatre, avec les acteurs de la tournée nationale reprenant leurs rôles. La comédie musicale a fermé à Broadway le 5 janvier 2020 et une tournée avait été prévue fin 2020.
La comédie musicale a ouvert au Royaume-Uni le 16 mars 2022 dans une production d'une troupe de théâtre de l'Université de Leeds.
Elle a aussi été adaptée en version japonaise, ouvrant à Tokyo le 19 septembre 2022.

## Synopsis

### Acte 1
Percy Jackson, un garçon de 12 ans souffrant de TDAH et de dyslexie, est en excursion avec son école au Metropolitan Museum of Art de New York. Là-bas, son professeur remplaçant de mathématiques, Mme Dodds, demande à le voir. Une fois seule, Mme Dodds se transforme en Érinye, un démon grec mythologique venu des Enfers. Grâce à un stylo qui se transforme en une épée nommée Anaklusmos, lancée à Percy par son professeur de latin, M. Brunner, Percy parvient à repousser et à faire évaporer Mme Dodds. Après cet incident, Percy est renvoyé de son école parce qu'il ne reste pas avec le groupe et qu'il est déjà trop turbulent. Lorsque Percy essaie d'expliquer ce qui s'est passé, il est choqué de constater que ni M. Brunner, son meilleur ami Grover Underwood, ni personne d'autre ne se souvient de Mme Dodds ("Prologue/Le Jour où J'ai Été Renvoyé"). Percy leur dit au revoir et rentre chez lui pour les vacances d'été.
De retour à son appartement, sa mère, Sally Jackson, semble comprendre et même pardonner l'expulsion de Percy, contrairement à son mari, Gabe Ugliano, le beau-père de Percy. Gabe est violent envers Percy et Sally avoue qu'elle doit lui parler de son père, qui est parti avant la naissance de Percy. Percy, qui n'apprécie pas parler de son père et contrarié d'avoir été expulsé une énième fois, se lamente sur ses actions, étant de plus en plus dur envers lui-même. Sally assure à Percy que les bizarreries et les anomalies d'une personne la rendent spéciales. ("Fort"). Sally emmène Percy à la plage sur laquelle elle a rencontré le père de Percy, et les deux rencontrent Grover. Étonnamment pour Percy, Grover s'avère être en fait un satyre, un protecteur de la mythologie grecque ressemblant à un hybride homme-chèvre.
Tou d'un coup, un Minotaure (mi-taureau, mi-homme) attaque le groupe. Sally se sacrifie pour que Percy et Grover puissent se rendre à un endroit qu'elle appelle le "camp". Le Minotaure tue Sally sous les yeux de Percy qui, pour se venger de sa mère, achève le monstre. Percy reçoit un coup de pied sur la tête et tombe inconscient, où il rêve d'un homme vêtu d'une chemise hawaïenne, qui lui donne un coquillage, affirmant: "Ce qui appartient à la mer peut toujours y revenir" ("Le Minotaure / Un Rêve Étrange").
Quand Percy se réveille, il se retrouve dans un endroit appelé le Camp des Sang-Mêlé. Le coquillage que l'homme étrange dans son rêve lui avait offert est resté dans sa poche. Le directeur du camp, Monsieur D (qui est en fait Dionysos, dieu du vin et de la folie), explique à contrecœur à Percy qu'il est un demi-dieu, le fils d'un humain et d'une divinité grecque ("Un Autre Jour Affreux"). M. Brunner (qui est en réalité Chiron, le centaure immortel), est également au Camp et explique à Percy qu'un dieu leur enverra un signe pour le réclamer comme son enfant. Cependant, Percy est toujours sceptique et énervé de l'inattention de son père au cours de toutes ces années. Luke Castellan, un fils d'Hermès, âgé de dix-neuf ans, sympathise avec Percy, lui disant que de nombreux sang-mêlé ne connaissent jamais leurs parents divins, car ils ne sont pas réclamés ("Leur Signe").
Percy s'installe et rencontre plusieurs autres campeurs tels que Silena Beauregard (une enfant d'Aphrodite ), Katie Gardner (une enfant de Demeter ), Clarisse La Rue (une enfant d'Arès qui déteste rapidement Percy), et Annabeth Chase (une enfant d'Athéna qui s'est occupée de Percy après son combat contre le Minotaure). Annabeth prend rapidement le rôle de chef lors d'un jeu de "Capturez le drapeau", ordonnant à Percy de s'asseoir et d'attendre dans la salle de bain des garçons pour être sûr qu'il ne "gâche pas les choses". Clarisse s'en prend à lui et essaie de le "pulvériser", mais les toilettes explosent de manière inattendue, l'aspergeant ("Te Remettre à Ta Place"). Une fois que les choses se sont calmées, les campeurs, à l'exception de Clarisse, se rejoignent autour du feu de camp et partagent leurs sentiments sur leurs relations instables, et dans certains cas nuisibles, avec leurs parents, divins comme mortels ("Au Feu de Camp").
Percy est revendiqué comme étant le fils de Poséidon, dieu de la mer, et des rumeurs circulent aussitôt sur le vol de l'éclair de Zeus, faisant de Percy le suspect numéro un. On dit à Percy que lui et deux autres campeurs doivent partir en quête pour récupérer l'éclair, afin d'empêcher une guerre entre les dieux. Il part aussi recevoir une prophétie de l'Oracle de Delphes ("L'Oracle"). Après la prophétie de l'Oracle, Percy est bouleversé de devoir quitter le Camp des Sang-Mêlé pour une quête qui échouera et, à son tour, extériorise ses plaintes ("Un Bon Enfant"). Cependant, Percy accepte la quête uniquement car Luke laisse entendre que sa mère sera dans les Enfers grecs, un emplacement privilégié de leur recherche puisque Hadès est soupçonné d'être le vrai voleur. Annabeth et Grover le rejoignent à la quête, et, après qu'une paire de chaussures ailées leur ait été donnée par Luke, les trois sont laissés dans les bois avec peu de soin et de protection ("Une Quête Mortelle!" ).

### Acte 2
Les trois quêteurs viennent de s'échapper d'un bus, attaqués par les trois Érinyes. Juste après avoir fait exploserce bus, ils se perdent désespérément ("Perdus!" ). Dans une décision effrénée, Percy leur suggère d'entrer dans le Emporium des Nains de Jardin de Tatie Em. L'étrange Tatie Em demande à prendre des photos des trois, mais se révèle être en fait Méduse. Percy lui coupe la tête avec son stylo/épée, Anaklusmos, et, pour plaisanter, envoie la tête aux dieux par la poste. Annabeth semble particulièrement bouleversée par ce combat, donc, pendant que Grover explore leur environnement, Percy lui en parle. Elle avoue que toute sa vie, elle a été ignorée par tout le monde autour d'elle et cherche désespérément une chance de faire ses preuves auprès d'Athéna, sa mère, et d'entrer dans l'Histoire ("Mon Plan Grandiose").
Grover revient avec des billets de train pour Saint-Louis et ils partent, rencontrant de nombreux dangers tels qu'une chimère, de terribles tempêtes, des goûter dans un barrage et le Casino/Hotel du Lotus. Ils rencontrent également Arès, qui les conduit au Nevada ("Conduis"). Lors d'un trajet en bus vers Los Angeles, Percy rêve d'un homme parlant avec quelqu'un qu'il appelle "mon seigneur". La voix puissante mentionne des sacrifices et évoque un nom, Thalia ("Un Rêve Étrange (Reprise)"). Percy se réveille en sursaut et demande à Grover s'il a déjà entendu parler d'une fille nommée Thalia. Grover confie qu'il y a quelques années, il a été envoyé pour escorter Luke, Annabeth et Thalia Grace, une fille de Zeus, au Camp. Cependant, l'équipe a été attaquée et Grover n'a pas réussi à sauver Thalia, qui a fini par se sacrifier et a été transformée en l'arbre qui protège les frontières du Camp des Sang-Mêlé. Il se tient pour responsable et pense que Percy sera déçu de lui ("L'Arbre sur la Colline"). Percy assure à Grover que peu importe qui il est ou ce qu'il fait, Percy le voudra toujours comme ami.
Le trio arrive aux Enfers, où Charon leur montre l'horreur des lieux, et plusieurs musiciens morts depuis longtemps ("M.A.A. (Morts À l'Arrivée"). Percy se rend compte que l'éclair est caché dans son sac à dos, et les trois étudient les manières dont il aurait pu arriver là. Un incident, où Percy est presque entraîné dans le Tartare par les chaussures que Luke lui a données, se produit et le groupe est découvert. Après une brève conversation avec un Hadès innocent, Percy retire le coquillage de sa poche et souffle dedans, réalisant qu'elle venait de Poséidon, et cela ouvre un portail pour les sortir des Enfers. Jurant de revenir pour sauver sa mère, Percy, Annabeth et Grover s'échappent. Percy émet l'hypothèse qu'Arès est celui qui a planté l'éclair dans son sac et accepte mieux son rapport à lui-même et à Poséidon, se déclarant fils de Poséidon, et utilise son don avec l'eau et l'aide d'Annabeth et Grover pour vaincre Arès ("Fils de Poséidon").
Le trio revient au camp en tant que héros, mais Percy est très troublé. Il confie à Luke qu'il se sent tout aussi perdu qu'avant, et Luke est d'accord, déclarant qu'il se sentait similaire après sa propre quête. Luke laisse entendre, sans le faire exprès, à Percy qu'il est le véritable voleur de foudre et qu'il s'est associé à Kronos pour se venger des dieux, qui, selon lui, lui ont fait du tort ("Le Dernier Jour de l'Été"). Luke attaque Percy, puis s'échappe. Percy déclare qu'il y aura une guerre, peu importe comment ils essaient de l'empêcher, mais lui et ses amis seront préparés et feront tout ce qu'il faut pour la réussir ("Amenez les Monstres").

## Rôles principaux et casting
| Personnages                                   | Off-Broadway(2014) | Première tournée américaine (2015) | Deuxième production Off-Broadway (2017) | Deuxième tournée américaine et Broadway (2019) |
| --------------------------------------------- | ------------------ | ---------------------------------- | --------------------------------------- | ---------------------------------------------- |
| Percy Jackson                                 | Eric Meyers        | Troy Iwata                         | Chris McCarrell                         | Chris McCarrell                                |
| Annabeth Chase                                | Kristin Stokes     | Rebecca Duckworth                  | Kristin Stokes                          | Kristin Stokes                                 |
| Grover Underwood                              | Jordan Stanley     | Jon Friestedt                      | George Salazar                          | Jorrel Javier                                  |
| M. D (Dionysos)                               | Parker Drown       | Matt Hill                          | George Salazar                          | Jorrel Javier                                  |
| Luke Castellan, Arès,et Gabe                  | Parker Drown       | Matt Hill                          | James Hayden Rodríguez                  | James Hayden Rodríguez                         |
| Charon                                        | Parker Drown       | Matt Hill                          | Carrie Compere                          | Jalynn Steele                                  |
| Silena Beauregard                             | NC                 | NC                                 | Carrie Compere                          | Jalynn Steele                                  |
| Sally Jackson et l'Oracle                     | Zakiya Young       | Allison Hunt                       | Carrie Compere                          | Jalynn Steele                                  |
| Mme Dodds et Clarisse La Rue                  | Zakiya Young       | Allison Hunt                       | Sarah Beth Pfeifer                      | Sarah Beth Pfeifer                             |
| Katie Gardner                                 | NC                 | NC                                 | Sarah Beth Pfeifer                      | Sarah Beth Pfeifer                             |
| M. Brunner/ Chiron, Poséidon, Hadès et Méduse | Graham Stevens     | Dean Linnard                       | Jonathan Raviv                          | Ryan Knowles                                   |
| Cronos                                        | NC                 | NC                                 | Jonathan Raviv                          | Ryan Knowles                                   |

Dans l'album, les personnes suivantes ont joué les personnages supplémentaires suivants : James Hayden Rodriguez (Chef d'Orchestre, James Brown, Mozart et le Garçon de Vienne), Jonathan Raviv/Ryan Knowles (l'Homme du Tracteur, Kurt Cobain et le Garçon de Vienne), Sarah Beth Pfeifer (Journaliste, Bianca Di Angelo, Janis Joplin et le Garçon de Vienne) et Carrie Compere/Jalynn Steele (Échidnée).

## Chansons

### Production originale Off-Broadway / Première tournée américaine
| - Prologue/The Day I Got Expelled (Prologue/Le Jour où J'ai Été Renvoyé) – Percy, M. Brunner, Mme Dodds, Grover, et la Compagnie - Strong (Fort) – Sally et Percy - The Minotaur/The Weirdest Dream (Le Minotaure/Un Rêve Étrange)– Percy, Sally, Grover, et la Compagnie - Their Sign (Leur Signe) – Chiron, Percy, et Luke - Put You in Your Place (Te Remettre à Ta Place)– Clarisse, Annabeth, Percy, et la Compagnie - The Oracle (L'Oracle)– Oracle et le Chœur - Killer Quest (Une Quête Mortelle!)– Percy, Grover, Annabeth, et la Compagnie | - The Tree on the Hill (L'Arbre sur la Colline)– Grover, Thalia, Annabeth, Luke, Percy, et la Compagnie - In the Same Boat (Dans le Même Bateau)– Grover, Annabeth, Percy, Arès, et Charon - Put You in Your Place (Reprise) (Te Remettre à Ta Place (Reprise)) – Arès - The Last Day of Summer (Part 1) (Le Dernier Jour de L'Été (Partie 1)– Percy, Annabeth, Grover, Luke, et la Compagnie - Good Weird (Un Bizarre Bien) - Percy et Annabeth - The Last Day of Summer (Part 2) (Le Dernier Jour de l'Été (Partie 2))– Percy, Annabeth, Grover, et la Compagnie - The Day I Got Expelled (Reprise) (Le Jour où J'ai Été Renvoyé (Reprise))– Percy et la Compagnie |

### Deuxième production Off-Broadway / Deuxième tournée américaine / Broadway
| - Prologue/The Day I Got Expelled (Prologue/Le Jour où J'ai Été Renvoyé) – Percy, M. Brunner, Mme Dodds, Grover, et la Compagnie - Strong (Fort) – Sally et Percy - The Minotaur/The Weirdest Dream (Le Minotaure/Un Rêve Étrange)– Percy, Sally, Grover, et la Compagnie - Another Terrible Day (Un Autre Jour Affreux) – M. D, Percy, et Chiron - Their Sign (Leur Signe) – Chiron, Percy, et Luke - Put You in Your Place (Te Remettre à Ta Place) – Clarisse, Annabeth, Percy et la Compagnie - The Campfire Song (Au Feu de Camp) – Luke, Annabeth, Percy, Grover, Katie, Silena, et Chiron - The Oracle (L'Oracle) – Oracle et le Chœur - Good Kid (Un Bon Enfant) – Percy et la Compagnie - Killer Quest! (Une Quête Mortelle!) – Percy, Grover, Annabeth, et la Compagnie | - Lost (Perdus!) – Percy, Annabeth et Grover - My Grand Plan (Mon Plan Grandiose) – Annabeth - Drive (Conduis) – Grover, Annabeth, Percy, Arès et la Compagnie - The Weirdest Dream (Reprise) (Un Rêve Étrange (Reprise)) – Percy, Kronos, et Luke - The Tree on the Hill (L'Arbre sur la Colline) – Grover, Thalia, Annabeth, Luke, Percy, et la Compagnie - D.O.A. (M.A.A.) – Charon et la Compagnie - Son of Poseidon (Fils de Poséidon) – Percy, Arès, Annabeth, Grover, Sally, et la Compagnie - The Last Day of Summer (Le Dernier Jour de l'Été) – Percy, Luke, Annabeth, et la Compagnie - Bring on the Monsters (Amenez les Monstres) – Percy, Annabeth, Grover, Clarisse, Chiron, Silena, et Luke |

### Enregistrement
L'album de la deuxième production Off-Broadway est sorti le 7 juillet 2017. Pour une durée limitée, Broadway Records a proposé un pack spécial comprenant un t-shirt officiel Voleur de Foudre en plus d'une copie physique de l'album de la distribution.
Une version luxe de l'album de la deuxième production Off-Broadway est sortie le 6 décembre 2019. L'album contient 5 chansons supprimées chantées par des membres de la production de Broadway.
Un album karaoké est également sorti le 6 décembre, contenant les chansons Un Bon Enfant, Une Quête Mortelle! , Mon Plan Grandiose, L'Arbre sur la Colline et Amenez les monstres.

## Réception
Le Voleur de Foudre: La Comédie Musicale Percy Jackson a reçu des critiques positives de la part des critiques  Off-Broadway. Fern Siegel, pour le Huffington Post, a fait l'éloge de la comédie musicale pour son dialogue, son histoire et ses acteurs, la qualifiant de rappel que Off-Broadway est un lieu important pour les comédies musicales, tandis que Raven Snook, pour Time Out, la décrit comme digne des dieux.
Frank Scheck, en passant en revue la production pour le Hollywood Reporter, a écrit que la comédie musicale se révèle bien plus agréable que le film mal conçu de 2010 ou sa suite de 2013  et fournit également une excellente introduction, bien qu'irrévérencieuse, à la mythologie grecque qui pourrait bien persuader certains enfants à creuser le sujet plus profondément.
La tournée nationale a reçu des critiques majoritairement positives. Chris Jones, du Chicago Tribune, a écrit la musique pop animée a un style distinct, une bonne quantité de diversité musicale et quelques superbes ballades pour les deux acteurs-chanteurs de premier plan de la pièce.
Le spectacle s'est ouvert à Broadway avec des critiques largement négatives. Jesse Green, le co-critique de théâtre en chef du New York Times, a écrit : c'est à la fois exagéré et sous-produit, rempli de sentiments qu'elle ne peut pas supporter et d'effets qu'elle ne peut pas réaliser. Il a critiqué l'émission comme ayant tout le charme d'une céphalée de tension.
Dans sa production limitée à l'Université de Leeds, la comédie musicale a recueilli des critiques positives. Des éloges particuliers ont été accordés aux rôles principaux et à la direction et à la chorégraphie solides,.

## Récompenses et nominations
| Année | Prix                  | Catégorie                               | Nommé               | Résultat   |
| ----- | --------------------- | --------------------------------------- | ------------------- | ---------- |
| 2015  | Lucille Lortel Award  | Outstanding Musical                     | Outstanding Musical | Nomination |
| 2015  | Off Broadway Alliance | Best Family Show                        | Best Family Show    | Nomination |
| 2017  | Drama Desk Award      | Outstanding Musical                     | Outstanding Musical | Nomination |
| 2017  | Drama Desk Award      | Outstanding Book of a Musical           | Joe Tracz           | Nomination |
| 2017  | Drama Desk Award      | Outstanding Featured Actor in a Musical | George Salazar      | Nomination |